# 島野喜三
島野 喜三（しまの よしぞう、1934年（昭和9年）11月27日 - 2020年（令和2年）7月3日）は、日本の実業家。島野工業（現・シマノ）第4代・代表取締役社長、会長、最高顧問。公益財団法人日本自転車競技連盟理事。社団法人自転車協会理事長を経て名誉会長。2005年日本国際博覧会評議員。米国市場を攻略し、シマノをイタリア・カンパニョーロやドイツ・ボッシュと並び称される世界的な自転車部品メーカーに育てた
。また、マウンテンバイク用部品のパイオニアとして知られる。旭日中綬章受章。

## 人物・経歴
島野鐵工所（現・シマノ）の創業者・島野庄三郎の三男として堺市に生まれる。小学校4年の時に父から兄弟喧嘩の仲裁の為に日本刀で切腹を命じられる等厳格な家庭で育つ。旧制大阪府立堺中学校（現・大阪府立三国丘高等学校）を経て、1957年（昭和32年）に慶應義塾大学経済学部を卒業。学生時代は慶應義塾大学工学部へ進んだ兄・島野敬三と共に神奈川県鎌倉市の大船観音の裏手に下宿を借りて共同生活をした。
1958年に島野工業（現・シマノ）に入社後に渡米し、「世界市場に乗り出していくためには、アメリカの業界全体と専門店の動きを知る必要がある」として米国市場開拓を目指し、1965年（昭和40年）ニューヨークで販売会社を設立。シマノ・アメリカン・コーポレーション社長となる。当初は3年程度を予定していたアメリカ滞在は27年に及んだ。部門を問わず20代後半の若手社員二人一組でチームを組ませ、アメリカ国内6000店あまりの自転車専門店を手分けして回り、アフターサービスやクレーム処理、製品の紹介、修理の手伝い、情報収集を行う。1972年には欧州にも現地法人としてシマノヨーロッパを設立し、そちらの社長も兼任した。
1974年（昭和49年）に、サンフランシスコ湾に臨むタマルパイス山（愛称・マウント・タム）でマウンテンバイク（MTB）が生まれると、ゲイリー・フィッシャー、ジョー・ブリーズ、トム・リッチーといった若者が、山を下って走る為に丈夫なフレームに太いタイヤなどを付けた自転車を創り上げると、この自転車に注目して兄の敬三を説得して研究開発資源を傾けた。1995年（平成7年）、敬三の急逝に伴い4代目の代表取締役社長に就任。1998年（平成10年）にはアルフレッド・ツン社の株式を100％取得し、シマノイタリアを設立して本格的な現地生産を開始。また、社内公用語を英語とした。2012年（平成24年）に代表取締役会長から最高顧問に就任。2007年4月の春の叙勲で旭日中綬章受章。
2020年（令和2年）7月3日、慢性心不全のため死去。85歳没。死没日をもって正五位に叙される。

## 著書
- 『私の履歴書 堺から世界へ』日経事業出版センター、2007年6月。ISBN 9784901892292。

## 記事
- 「社長大学（1）世界市場で技術を追求 ブランド確立で顧客をつかむ」『日経ベンチャー』第217号、日経BP社、2002年10月、104-106頁、NAID 40005514231。
- 「社長大学（2）「自分でつくって自分で売る」を徹底」『日経ベンチャー』第218号、日経BP社、2002年11月、108-110頁、NAID 40005514242。
- 「社長大学（3）世界拠点を「チーム」にまとめ同じスタート点から競わせる」『日経ベンチャー』第219号、日経BP社、2002年12月、128-130頁、NAID 40005514256。
- 「社長大学（4・最終回）新規事業は得意技術の活用で」『日経ベンチャー』第220号、日経BP社、2003年1月、124-126頁、NAID 40005644214。